# Marco Cecchinato
Marco Cecchinato, né le 30 septembre 1992 à Palerme, est un joueur de tennis italien, professionnel depuis 2010.
Il a remporté trois titres sur le circuit ATP en simple, tous les trois sur terre battue, deux en 2018 et un en 2019. 
En 2018, il atteint les demi-finales du tournoi de Roland-Garros alors qu'il n'avait gagné aucun match en Grand Chelem jusqu'alors. Il s'impose notamment face à Novak Djokovic en quart de finale avant de s'incliner en demi-finale face à Dominic Thiem.

## Carrière
Il a remporté trois titres ATP en simple, ainsi que cinq tournois Challenger en simple et trois en double.

### Suspension
En juillet 2016, Marco Cecchinato a été suspendu dix-huit mois par le Tribunal fédéral de la Fédération italienne de tennis (FIT) pour avoir enfreint le code éthique dans des dossiers de paris et de matchs truqués.
Les procureurs ont accusé l'Italien d'avoir truqué le résultat d'un de ses matchs lors d'un tournoi Challenger marocain le 8 octobre 2015. L'enquête a prétendu avoir trouvé la preuve que l'Italien, avec son compatriote Riccardo Accardi, a placé un pari sur le fait qu'il allait perdre le match. Cecchinato a nié l'allégation tout au long de l'enquête.
Interdit à l'origine pour 18 mois, Cecchinato a vu sa peine réduite à 12 mois en octobre, après qu'un tribunal indépendant a jugé qu'il n'avait pas déterminé sa défaite avant d'avoir joué le match. Le tribunal a retenu que Cecchinato n'a jamais dit à Accardi qu'il allait perdre son match, mais l'a simplement informé qu'il ne se sentait pas bien.
À la suite de la réduction de sa peine, l'interdiction de Cecchinato a été totalement annulée. La commission d'appel du CONI a conclu à l'existence d'« irrégularités » dans la manière dont les preuves ont été recueillies au cours de l'enquête sur les matchs truqués, jugeant que l'interdiction n'était pas valide. Il a également été exempté du paiement de son amende de 20 000 $.

### 2018. Deux titres ATP à Budapest et à Umag, demi-finale à Roland-Garros et intégration du top 20
En 2018, il remporte son premier match dans un tournoi majeur contre Damir Džumhur lors du Masters de Monte-Carlo. La semaine suivante, il remporte le tournoi de Budapest avec un statut de lucky loser après avoir éliminé trois têtes de série : une nouvelle fois Džumhur au deuxième tour, puis Jan-Lennard Struff en quart et Andreas Seppi en demi-finale, puis en battant l'Australien John Millman en finale (7-5, 6-4).
À Roland-Garros, alors classé 59e joueur mondial, il passe difficilement son premier tour contre Marius Copil, remontant un handicap de deux sets à zéro (2-6, 64-7, 7-5, 6-2, 10-8). Puis il réussit l'exploit de se qualifier pour les demi-finales, alors qu'il n'avait jamais remporté de match en Grand Chelem. Il défait pour cela Pablo Carreño Busta au troisième tour (2-6, 7-65, 6-3, 6-1) et s'impose contre le 9e mondial, David Goffin en huitièmes de finale (7-5, 4-6, 6-0, 6-3) après 2 h 31 de jeu. À la surprise générale, il finit par éliminer l'ancien no 1 mondial, Novak Djokovic en quarts de finale dans un match à suspens (6-3, 7-64, 1-6, 7-611) de 3 h 26 minutes,. Pour une place en finale, il affronte l'Autrichien Dominic Thiem alors 8e mondial pour continuer à rêver,. Il échoue finalement dans ce dernier carré face à Thiem (5-7, 610-7, 1-6) en 2 h 17,. Grâce à son parcours, Marco gagne 45 places et pointe au 27e rang mondial.
Après ce tournoi victorieux, Marco Cecchinato entame sa saison sur gazon avec le tournoi d'Eastbourne. S'il n'est pas spécialiste de cette surface, il atteint malgré tout les demi-finales, éliminé par Lukáš Lacko. Au premier tour de Wimbledon, il prend toutefois la porte dès le premier tour, éliminé par l'espoir australien Alex De Minaur en quatre sets. Après cet échec, il retrouve sa surface de prédilection. Au tournoi d'Umag, il bataille au premier tour face à Jiří Veselý. Après avoir perdu le premier set, il conclut en trois manches, remportant les deux dernières sur le score de 7-5. Finalement, il enchaîne 8 sets consécutifs pour s'imposer en finale face à Guido Pella, après avoir sorti successivement Laslo Djere et Marco Trungelliti. À la suite de ce second titre, il se présente en Allemagne au tournoi de Hambourg. Opposé au Français Gaël Monfils, il est fantomatique la première partie du match avant de se réveiller, remportant 5 jeux d'affilée pour s'adjuger la seconde manche. Finalement, il s'incline après presque 1 h 45 de jeu.
Après des semaines sans résultat, il atteint les 1/8 de finale au Masters de Shanghai après des victoires à l'usure sur Gilles Simon (6-74, 6-4, 7-62) et Chung Hyeon (4-6, 7-65, 7-65). Il tombe sèchement (4-6, 0-6) face à la tête de série numéro 2, Novak Djokovic qui remporte le tournoi.

### 2019.3etitre ATP sur terre battue à Buenos Aires
En 2019, Marco Cecchinato commence par une demi-finale à Doha en profitant notamment du forfait de Guido Pella et s'incline (66-7, 3-6) face au Tchèque Tomáš Berdych. Sur terre battue, il commence de bien belle manière par un titre à Buenos Aires en sortant Cristian Garín, Roberto Carballés Baena puis les Argentins Guido Pella et Diego Schwartzman (6-1, 6-2) pour s'offrir son 3e titre en autant de finales disputées. 
Après sa performance à Roland Garros en 2018, il ne parvient pas à rééditer l'exploit et s'incline dès le premier tour face au Français Nicolas Mahut, en cinq sets alors qu'il avait remporté les deux premiers (6-2, 7-66, 4-6, 2-6, 4-6).

## Palmarès

### Titres en simple messieurs
| No | Date       | Nom et lieu du tournoi               | Catégorie | Dotation  | Surface      | Finaliste         | Score     |          |
| -- | ---------- | ------------------------------------ | --------- | --------- | ------------ | ----------------- | --------- | -------- |
| 1  | 23-04-2018 | Gazprom Hungarian Open, Budapest     | ATP 250   | 501 345 € | Terre (ext.) | John Millman      | 7-5, 6-4  | Parcours |
| 2  | 16-07-2018 | Plava Laguna Croatia Open Umag, Umag | ATP 250   | 501 345 € | Terre (ext.) | Guido Pella       | 6-2, 7-64 | Parcours |
| 3  | 11-02-2019 | Argentina Open, Buenos Aires         | ATP 250   | 590 745 $ | Terre (ext.) | Diego Schwartzman | 6-1, 6-2  | Parcours |

### Finales en simple messieurs
| No | Date       | Nom et lieu du tournoi                                | Catégorie | Dotation  | Surface      | Vainqueur       | Score     |          |
| -- | ---------- | ----------------------------------------------------- | --------- | --------- | ------------ | --------------- | --------- | -------- |
| 1  | 12-10-2020 | Forte Village Sardegna Open, Santa Margherita di Pula | ATP 250   | 271 345 € | Terre (ext.) | Laslo Djere     | 7-63, 7-5 | Parcours |
| 2  | 23-05-2021 | Emilia-Romagna Open, Parme                            | ATP 250   | 480 000 € | Terre (ext.) | Sebastian Korda | 6-2, 6-4  | Parcours |

## Parcours dans les tournois duGrand Chelem

### En simple
| Année | Open d'Australie | Open d'Australie      | Internationaux de France | Internationaux de France | Wimbledon       | Wimbledon      | US Open         | US Open          |
| ----- | ---------------- | --------------------- | ------------------------ | ------------------------ | --------------- | -------------- | --------------- | ---------------- |
| 2015  | —                | —                     | —                        | —                        | —               | —              | 1er tour (1/64) | Mardy Fish       |
| 2016  | 1er tour (1/64)  | Nicolas Mahut         | 1er tour (1/64)          | Nick Kyrgios             | —               | —              | —               | —                |
| 2017  | —                | —                     | —                        | —                        | 1er tour (1/64) | Kei Nishikori  | —               | —                |
| 2018  | —                | —                     | 1/2 finale               | Dominic Thiem            | 1er tour (1/64) | Alex de Minaur | 1er tour (1/64) | Julien Benneteau |
| 2019  | 1er tour (1/64)  | Filip Krajinović      | 1er tour (1/64)          | Nicolas Mahut            | 1er tour (1/64) | Alex de Minaur | 1er tour (1/64) | Henri Laaksonen  |
| 2020  | 1er tour (1/64)  | Alexander Zverev      | 3e tour (1/16)           | Alexander Zverev         | Annulé          | Annulé         | 1er tour (1/64) | Lloyd Harris     |
| 2021  | 1er tour (1/64)  | Mackenzie McDonald    | 3e tour (1/16)           | Lorenzo Musetti          | 1er tour (1/64) | Liam Broady    | 1er tour (1/64) | Zachary Svajda   |
| 2022  | 1er tour (1/64)  | Philipp Kohlschreiber | 2e tour (1/32)           | Hubert Hurkacz           | —               | —              | —               | —                |
| 2023  | —                | —                     | 1er tour (1/64)          | Luca Van Assche          | 1er tour (1/64) | Nicolás Jarry  | 1er tour (1/64) | Roman Safiullin  |

N.B. : à droite du résultat se trouve le nom de l'ultime adversaire.

### En double messieurs
| Année | Open d'Australie                                                                          | Open d'Australie                                                                      | Internationaux de France                                                                | Internationaux de France                                                                  | Wimbledon                                                                          | Wimbledon | US Open                                                                           | US Open |
| ----- | ----------------------------------------------------------------------------------------- | ------------------------------------------------------------------------------------- | --------------------------------------------------------------------------------------- | ----------------------------------------------------------------------------------------- | ---------------------------------------------------------------------------------- | --------- | --------------------------------------------------------------------------------- | ------- |
| 2015  | —                                                                                         | —                                                                                     | —                                                                                       | —                                                                                         | —                                                                                  | —         | 2e tour (1/16) A. Seppi \|\| style="text-align:left;" \| M. Matkowski N. Zimonjić |         |
| 2016  | 1/8 de finale A. Seppi \|\| style="text-align:left;" \| J.-J. Rojer Horia Tecău           | —                                                                                     | —                                                                                       | —                                                                                         | —                                                                                  | —         | —                                                                                 |         |
|       |                                                                                           |                                                                                       |                                                                                         |                                                                                           |                                                                                    |           |                                                                                   |         |
| 2018  | —                                                                                         | —                                                                                     | 1er tour (1/32) M. Fucsovics \|\| style="text-align:left;" \| Łukasz Kubot Marcelo Melo | 1er tour (1/32) R. Carballés \|\| style="text-align:left;" \| P.-H. Herbert Nicolas Mahut | 1er tour (1/32) D. Bracciali \|\| style="text-align:left;" \| Mike Bryan Jack Sock |           |                                                                                   |         |
| 2019  | 1er tour (1/32) M. Berrettini \|\| style="text-align:left;" \| D. Molchanov Igor Zelenay  | 1er tour (1/32) A. Seppi \|\| style="text-align:left;" \| Nicolas Mahut Jürgen Melzer | 1er tour (1/32) A. Seppi \|\| style="text-align:left;" \| J.-J. Rojer Horia Tecău       | —                                                                                         | —                                                                                  |           |                                                                                   |         |
| 2020  | 1er tour (1/32) Laslo Djere \|\| style="text-align:left;" \| Wesley Koolhof Nikola Mektić | —                                                                                     | —                                                                                       | Annulé                                                                                    | Annulé                                                                             | —         | —                                                                                 |         |
|       |                                                                                           |                                                                                       |                                                                                         |                                                                                           |                                                                                    |           |                                                                                   |         |
| 2023  | —                                                                                         | —                                                                                     | —                                                                                       | —                                                                                         | 1er tour (1/32) T. Monteiro \|\| style="text-align:left;" \| R. Hijikata J. Kubler | —         | —                                                                                 |         |

N.B. : le nom du partenaire se trouve sous le résultat ; le nom des ultimes adversaires se trouve à droite.

## Parcours dans lesMasters 1000
| Année | Indian Wells     | Miami             | Monte-Carlo            | Madrid                  | Rome                     | Canada                  | Cincinnati            | Shanghai                  | Paris               |
| ----- | ---------------- | ----------------- | ---------------------- | ----------------------- | ------------------------ | ----------------------- | --------------------- | ------------------------- | ------------------- |
| 2014  | —                | —                 | —                      | —                       | 1er tour I. Sijsling     | —                       | —                     | —                         | —                   |
|       |                  |                   |                        |                         |                          |                         |                       |                           |                     |
| 2016  | —                | —                 | 1er tour M. Raonic     | —                       | 1er tour M. Raonic       | —                       | —                     | —                         | —                   |
|       |                  |                   |                        |                         |                          |                         |                       |                           |                     |
| 2018  | —                | —                 | 2e tour M. Raonic      | —                       | 2e tour D. Goffin        | 1er tour F. Tiafoe      | 1er tour A. Mannarino | 1/8 de finale N. Djokovic | 1er tour João Sousa |
| 2019  | 2e tour A. Ramos | 3e tour D. Goffin | 1/8 de finale G. Pella | 1er tour D. Schwartzman | 2e tour P. Kohlschreiber | 1er tour D. Schwartzman | 1er tour A. de Minaur | 1er tour B. Paire         | —                   |
| 2020  | n.o.             | n.o.              | n.o.                   | n.o.                    | 2e tour F. Krajinović    | n.o.                    | —                     | n.o.                      | 1er tour N. Gombos  |
| 2021  | —                | —                 | 2e tour D. Goffin      | 1er tour R. Bautista    | —                        | —                       | —                     | n.o.                      | —                   |
|       |                  |                   |                        |                         |                          |                         |                       |                           |                     |
| 2023  | —                | —                 | —                      | 2e tour A. de Minaur    | 3e tour Y. Hanfmann      | —                       | —                     | —                         | —                   |

N.B. : sous le résultat se trouve le nom de l’ultime adversaire.

## Victoire sur le top 10
Toutes ses victoires sur des joueurs classés dans le top 10 de l'ATP lors de la rencontre.
| Légende      |
| Grand Chelem |
| Masters 1000 |
| 500 Series   |
| 250 Series   |
| Coupe Davis  |

| # | M.C.  | Tournoi       | Année | Surface      | Adversaire   | Rang | Tour | Score              |
| - | ----- | ------------- | ----- | ------------ | ------------ | ---- | ---- | ------------------ |
| 1 | no 72 | Roland-Garros | 2018  | Terre battue | David Goffin | no 9 | 1/8  | 7-5, 4-6, 6-0, 6-3 |

## Classements ATP en fin de saison
| Année          | 2010 | 2011 | 2012 | 2013 | 2014 | 2015 | 2016 | 2017 | 2018 | 2019 | 2020 | 2021 | 2022 |
| Rang en simple | 1384 | 613  | 406  | 165  | 162  | 90   | 188  | 110  | 20   | 71   | 80   | 99   | 104  |
| Rang en double | –    | 442  | 635  | 597  | 326  | 355  | 287  | 212  | –    | 458  | –    | 420  | 837  |

Source : (en) Classements de Marco Cecchinato sur le site officiel de la Fédération internationale de tennis